# IPKO
IPKO est une entreprise kosovare de télécommunications. Détenue par Telekom Slovenije, IPKO est le second opérateur mobile du pays après l'opérateur historique PTK (sous la marque Vala).
IPKO propose à ses clients des offres triple play. Jusqu'à l'adoption en 2017 de l'indicatif +383 pour le Kosovo, IPKO utilisait l'indicatif slovène +386.
L'entreprise est le sponsor majeur de championnat du Kosovo de football et de la fédération du Kosovo de football.